# Baia Mare
Baia Mare er en by, administrativt center i Maramureș distrikt i Transsylvanien, Rumænien. Baia Mare har 108.759(2021) indbyggere.